# Haluzická tiesňava
Haluzická tiesňava je přírodní památka v katastrálním území obce Haluzice v okrese Nové Mesto nad Váhom v Trenčínském kraji na Slovensku. Území bylo vyhlášeno v roce 1963 a jeho rozloha je 3,5 hektaru. Předmětem ochrany je epigenetická soutěska Haluzického potoka v odolných druhohorních vápencích, obklopených méně odolnými flyšovými horninami.